# Оленно-лыжные батальоны
Оле́нно-лы́жные батальо́ны (оле́нье-лы́жные батальо́ны) — воинские подразделения Красной Армии времён Великой Отечественной войны, частично формировавшиеся из оленеводов.

## История
В ноябре 1941 года в 14-й армии Карельского фронта, действовавшей на Мурманском направлении, было сформировано три армейских оленьих транспорта (роты). Один из транспортов был направлен в 19-ю армию. Эти роты были сформированы из оленеводов Мурманской области, которые призывались вместе с оленями.
Так как требуемого количества оленей в Мурманской области не хватало, 20 ноября 1941 года Государственный Комитет Обороны принял секретное постановление № 930-с за подписью И. В. Сталина:

Для обеспечения формирований Карельскому фронту 12-ти лыжно-оленьих батальонов на территории Архангельского Военного округа Государственный Комитет Обороны постановляет:
провести мобилизацию оленей, оленьих упряжек и ездовых (каюров) на территории Коми АССР и Архангельской области из расчёта:
|                  | Ненецкий округ | Коми АССР |
| ---------------- | -------------- | --------- |
| оленей           | 6000           | 4000      |
| нарт с упряжью   | 1200           | 800       |
| ездовых (каюров) | 600            | 800       |

Эшелоны из людей и оленей формировались в Канино-Тиманском, Большеземельском и Нижне-Печорском районах Ненецкого национального округа, до места назначения — станции Рикасиха Архангельской области они шли своим ходом в условиях зимы и полярной ночи несколько сотен километров. 25 января 1942 года постановлением ГКО № ГКО-1214сс «О подаче маршевого пополнения фронтам в феврале месяце» начальнику ГАУ Яковлеву Н. Д. предписывалось:

12 лыжных оленьих батальонов вооружить и направить в распоряжение командующего Карельским фронтом т. Фролова.

В феврале 1942 года на станции Рикасиха из вышеупомянутых эшелонов, а также эшелонов, прибывших из Лешуконского района Архангельской области и Коми АССР, в 295-м запасном полку были сформированы 1-я оленье-лыжная бригада (оленье-лыжные батальоны №№ 1—5) и 2-я оленье-лыжная бригада (оленье-лыжные батальоны №№ 6—8 и 10), которые в марте 1942 года были отправлены на Карельский фронт. 9-й оленье-лыжный батальон оставался в резерве 14-й армии. 25 сентября 1942 года на базе 5-й и 6-й лыжных бригад была сформирована 31-я отдельная оленно-лыжная бригада Карельского фронта.
Кроме оленно-лыжных батальонов, в составе Карельского фронта были сформированы транспортные подразделения — оленьи транспорты (роты). Важнейшими задачами оленьих транспортов являлись санитарная эвакуация раненых с полей сражений, доставка грузов, оружия и снарядов.
Оленно-лыжные батальоны и оленьи транспорты в некоторых источниках называют оленно-транспортными батальонами.
Название оленно-транспортный батальон некорректно, считает историк Юрий Канев.

– Никаких оленно-транспортных батальонов не было. 
В 1942–1945 годы существовали оленьи транспорты (на правах роты) при каждом соединении 14-й армии. 
Всего их было шесть – три армейских и три дивизионных. 

## Значение
На фронте оленно-транспортные подразделения оказались незаменимыми помощниками: они перевозили раненых; доставляли различные грузы; перевозили почту, в том числе, и важные донесения; сопровождали в тыл партизан, которые с их помощью могли углубиться в тыл на 300 и более километров; принимали участие в разведывательных операциях и доставляли десантников в тыл врага.
Олени шли там, где не мог пройти ни один транспорт — ни боевая машина, ни гужевой или автомобильный. Бойцы звали эти формирования «рогатыми батальонами» и «арктическими танками». Враги звали их «серыми призраками», появляющимися ниоткуда и растворяющимися в белой мгле. О них написал в фронтовой заметке военный корреспондент Константин Симонов.
Олени по снегу могли перевозить до 300 килограммов. Каюры часто разыскивали сбитые советские самолёты и вывозили не только лётчиков, но и крылатые машины. Всего за годы войны было вывезено 162 самолёта.
Неоценимой оказалась помощь оленеводов при вывозе раненых: завёрнутый в оленью шкуру человек не терял тепло. Всего с помощью оленей с линии фронта и из глубокого тыла противника было вывезено 10142 раненых солдат. Оленно-транспортные подразделения перевезли к переднему краю восемь тысяч бойцов и семнадцать тысяч тонн боеприпасов.
Всего с помощью оленей с линии фронта и из глубокого тыла противника было вывезено 10142 раненых солдата. Олени перевезли к переднему краю 7985 военнослужащих и 17 087 тонн боеприпасов и продовольствия. Для оленей война завершилась в 1944 году после освобождения Карелии и Мурманской области. При этом,  из 10 тысяч «призванных» на фронт оленей в живых осталось всего около тысячи.

## Память
- Памятник «Подвигу участников оленно-транспортных батальонов в годы Великой Отечественной войны» в Нарьян-Маре.
- День 20 ноября в Ненецком автономном округе установлен памятной датой — Днём памяти участников оленно-транспортных батальонов в Великой Отечественной войне[9].
- В августе 2015 года в деревне Новикбож в Республике Коми установлен памятник воинам-оленеводам[10].
- В декабре 2020 года в Мурманске открыт памятник воинам-оленеводам, установки которого 25 лет добивались активисты — представители коренного малочисленного народа саами[8].

Нарьян-Мар. Памятник подвигу участников оленно-транспортных батальонов в годы Великой Отечественной войны